# 1950 (szám)
Az 1950 (római számmal: MCML) az 1949 és 1951 között található természetes szám.

## A matematikában
A tízes számrendszerbeli 1950-es a kettes számrendszerben 11110011110, a nyolcas számrendszerben 3636, a tizenhatos számrendszerben 79E alakban írható fel.
Az 1950 páros szám, összetett szám. Kanonikus alakja 21 · 31 · 52 · 131, normálalakban az 1,95 · 103 szorzattal írható fel. Huszonnégy osztója van a természetes számok halmazán, ezek növekvő sorrendben: 1, 2, 3, 5, 6, 10, 13, 15, 25, 26, 30, 39, 50, 65, 75, 78, 130, 150, 195, 325, 390, 650, 975 és 1950.
Az 1950 két szám valódiosztóösszeg-függvényeként áll elő, ezek az 1734 és az 1949².